# Upplands runinskrifter 952
Upplands runinskrifter 952 är en nu försvunnen vikingatida runsten som funnits i Sällinge, Danmarks socken och Uppsala kommun. 
Stenen har inte återfunnits vid sökningar såväl under 1800- och 1900-talet. Runstenen är omkring 2,20 meter hög och 0,95 meter bred.

## Inskriften
Translitterering av runraden:
[osuar · lit risa stain iftiʀ · tryk · sun sin askil · uk · stoþkil ' kamal ' ritu · at stoþbiarn ' faþuʀ]
Normalisering till runsvenska:
Ansvarr/Asvarðr/Asvar let ræisa stæin æftiʀ Trygg, sun sinn. Æskell ok Stoðkell Gamall rettu at Stoðbiorn, faður [sinn].
Översättning till nusvenska:
Ansvar lät resa stenen efter Trygg, sin son. Äskil och Stodkil gammal reste efter Stodbjörn, [sin] fader.
Att en runsten är rest efter två personer, som inskriften kan verka tyda på, är ovanligt. Inskriften kan emellertid också tolkas så att "Trygg" och "Stodbjörn" egentligen är samma person, där "Trygg" är ett tillnamn. I så fall är stenen rest av en fader, Ansvar och hans två söner, Äskild och Stodkil gammal, till minne av den tredje sonen, Stodbjörn trygg.